# Natalia Khoudgarian
Natalia Khoudgarian (née en 1973 à Moscou, en URSS) est une joueuse d'échecs canadienne d'origine arménienne, quatre fois championne du Canada.
Natalia Khoudgarian remporte le championnat du Canada féminin à quatre reprises: en 2006, 2007, 2011, 2012. Elle participe au Championnat du monde féminin en 2006, 2008 et 2012 . Elle joue dans l'équipe canadienne lors des olympiades d'échecs  féminines en 1996, 2006, 2008, 2012 et 2014.

## Titres internationaux décernés par la FIDE
Natalia Khoudarian reçoit le titre de Maître international féminin (MIF), officialisé par la FIDE en 1996.